# Dion DiMucci

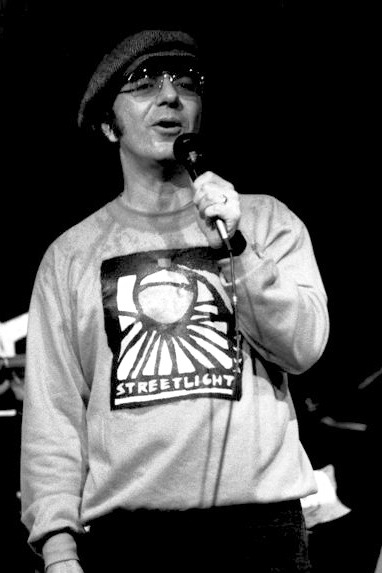
Dion DiMucci in New York

Dion (* 18. Juli 1939 in der Bronx, New York; vollständiger Name Dion Francis DiMucci) ist ein US-amerikanischer Pop-, Rock-’n’-Roll- und Bluessänger und Songschreiber, der in den 1950er und 1960er Jahren seine größten Erfolge hatte. Er wurde zunächst als Leadsänger der Doo-Wop-Gruppe Dion and the Belmonts bekannt und konnte später gleichfalls als Solosänger mit Liedern wie Runaround Sue oder The Wanderer viele Chartplatzierungen landen. Der Rolling Stone wählte ihn 2008 auf Rang 63 der 100 größten Sänger aller Zeiten.

## Leben

### Kindheit und Jugend
Dion wurde in der New Yorker Bronx geboren. Er wurde in der Mount Carmel Church getauft, wo er auch die Kommunion erhielt. Als er 12 war, schenkte ihm sein Onkel eine gebrauchte Gitarre und er begann, sich für Blues und Country-Musik zu interessieren. Seine besondere Vorliebe galt Hank Williams und Jimmy Reed, die ihn nicht nur inspirierten, sondern ohne die er – nach eigener Aussage – vielleicht nie seine musikalische Begabung entdeckt hätte. Bereits als Teenager trat er in lokalen Bars auf.
Etwa zur gleichen Zeit, als Dion mit der Musik von Hank Williams und Jimmy Reed in Berührung kam, hatte er auch erste Erfahrungen mit Drogen. Als fast Fünfzehnjähriger nahm er zum ersten Mal Heroin. Dadurch rutschte er in eine Abhängigkeit, die er erst im Alter von 30 Jahren überwinden konnte. Eine große Rolle bei der Überwindung seiner Sucht spielte Jack, der Vater seiner Ehefrau Susan, die er ebenfalls schon als Jugendlicher kennengelernt hatte. (Dions Nummer-eins-Hit Runaround Sue hat übrigens nichts mit seiner Ehefrau zu tun.)
Ebenfalls als Jugendlicher schloss sich Dion den Fordham Daggers und später den Baldies an, Straßengangs in der Bronx. Der Film The Wanderers, basierend auf dem gleichnamigen Roman von Richard Price, porträtiert das Leben der Gangs in der Bronx zu der Zeit sehr treffend. Parallelen zu Dions Jugend sind nicht zufällig – Buch- und Filmtitel sind nach Dions bekanntestem Hit The Wanderer benannt und Price hat seinen Roman unter anderem Dion gewidmet.

### 1950er Jahre
Seine erste Platte nahm Dion 1957 für Mohawk Records (No. 105) auf – The Chosen Few / Out in Colorado. Sie wurde unter dem Namen Dion and the Timberlanes veröffentlicht. Bemerkenswert war dabei, dass Dion die Timberlanes nie persönlich kennenlernte. Das Lied wurde unter der Leitung von Hugo Montenegro vollständig aufgenommen, allerdings ohne Leadgesang. Die Leadstimme kam von Dion. Bob und Gene Schwartz, die Eigentümer von Mohawk Records, gaben Dion die Möglichkeit hierzu, nachdem er ihnen Wonderful Girl vorgesungen und damit offenbar einen guten Eindruck hinterlassen hatte.
Aber Mohawk Records suchte eine Gruppe und keinen Einzelsänger. Also brachte Dion seine Freunde aus der Nachbarschaft mit – Carlo Mastrangelo, Fred Milano und Angelo D’Aleo –, die unter dem Namen Dion and the Belmonts Musik aufzunehmen begannen (der Name The Belmonts leitet sich von der Belmont Avenue ab). Die erste gemeinsame Single war Tag Along / We Went Away (Mohawk No. 107). Kurz nach der Veröffentlichung der Single trennten sich die Mohawk-Eigentümer: Irv Spice behielt das Label, während Gene und Bob Schwartz mit Alan Sussell das Plattenlabel Laurie Records gründeten. Im April 1958 gelang den Belmonts der Durchbruch mit I Wonder Why, der ersten bei Laurie Records überhaupt veröffentlichten Single. Ihr größter Hit wurde A Teenager in Love, geschrieben von Doc Pomus und Mort Shuman, der Platz fünf der Billboardcharts erreichte. Dion wurde zum erfolgreichsten Vertreter des Doo-Wop-Stils.
1959 war er mit Buddy Holly, Ritchie Valens, The Big Bopper (alias J. P. Richardson) und anderen auf der Winter-Dance-Party-Tournee unterwegs. Da im Tourbus die Heizung nicht richtig funktionierte und dieser ständig liegen blieb, wurde von Holly ein Charterflugzeug organisiert, das neben dem Piloten drei weiteren Insassen Platz bot. Da Dion der für einen Sitzplatz veranschlagte Preis von 36 Dollar zu hoch war, entschied er sich für eine Weiterfahrt im Tourbus. Das Flugzeug stürzte in der Nacht zum 3. Februar 1959 kurz nach dem Start in Mason City in Iowa bei schlechtem Wetter auf einem Acker ab. Holly, Valens, Richardson und der Pilot Roger Peterson kamen ums Leben. Dieses Unglück ist 1971 durch Don McLeans American Pie als „der Tag, an dem die Musik starb“ („The Day the Music Died“) in die Musikgeschichte eingegangen.

### 1960er Jahre
Im selben Jahr noch trennte sich Dion aufgrund musikalischer Differenzen von den Belmonts. Während die Belmonts sanfte Harmonien bevorzugten, fühlte er sich mehr zum Rock ’n’ Roll berufen. Ab 1960 versuchte er sich als Solokünstler und hatte im selben Jahr auch schnell wieder Hits wie Lonely Teenager und 1961 die von oder gemeinsam mit Ernie Maresca geschriebenen The Wanderer und Runaround Sue.
Im September 1962 wechselte Dion von Laurie Records zu Columbia Records. Er war der erste Rock-’n’-Roll-Sänger, den dieses Label unter Vertrag nahm. Der Vertrag lief über fünf Jahre und brachte Dion garantierte 100.000 US-Dollar pro Jahr unabhängig von irgendwelchen Veröffentlichungen. Sein Stil entwickelte sich weg vom Doo Wop der Belmonts hin zu „erwachsenerem“ R&B und Blues. Seine Hitreihe konnte er 1963 mit dem Maresca-Song Donna the Prima Donna und dem Drifters-Klassiker Ruby Baby (Leiber/Stoller) fortsetzen.
Er trat in drei Filmen auf (Ten Girls Ago, Teenage Millionaire, Twist Around the Clock).
Mitte der 1960er Jahre nahmen seine Drogenprobleme – er war lange Jahre heroin- und später auch alkoholabhängig – überhand und zwangen ihn zu einer längeren Aufnahmepause. Erst mithilfe seines Schwiegervaters Jack, selbst trockener Alkoholiker, fand Dion 1969 den endgültigen Weg aus der Drogenabhängigkeit durch seinen neu entstandenen Glauben an Gott.
1968 meldete er sich – fast drogenfrei und mit neuem Stil – bei Laurie Records zurück und nahm Protestsongs auf: Abraham, Martin and John über Abraham Lincoln, Martin Luther King und John F. Kennedy schaffte es in die Top Five.
Dion, Bob Dylan und Stuart Sutcliffe sind die einzigen anderen Musiker, die auf dem Cover des 1967 erschienenen Beatles-Albums Sgt. Pepper’s Lonely Hearts Club Band zu sehen sind. John Lennon, mit dem Dion gut bekannt war, verwendete für die Kollage das Foto von Dions Single Ruby Baby.

### 1970er Jahre
Dion fand mit Warner Bros. Records ein Plattenlabel, das seine Folk-Songs veröffentlichte. Von 1970 bis 1972 entstanden vier Alben in klassischer Liedermacher-Manier. Sie sind nur spärlich instrumentiert – vielfach ist nur Dion mit seiner Gitarre zu hören. In der Folge trat er in kleineren Clubs auf, wie z. B. dem Troubadour in Los Angeles oder dem Bitter End in New York. Er wollte an seine drogenbelastete Rock-’n’-Roll-Karriere nicht erinnert werden und weigerte sich lange Zeit, seine Hits aus den späten 50er und frühen 1960er Jahren bei öffentlichen Auftritten zu spielen. Seine folkorientierten Alben verkauften sich trotz lobender Kritiken eher schleppend.
1972 kam es zu einer einmaligen musikalischen Wiedervereinigung mit den Belmonts im New Yorker Madison Square Garden – ohne größere Proben. Ausschnitte des Konzerts sind auf der LP Reunion erschienen.
1975 entstand in mehrmonatiger Studioarbeit das Album Born to Be with You, das von Phil Spector produziert wurde. Anders als die vorherigen Folk-Alben war es instrumentell völlig überladen. Auch Phil Spector schien sich seiner Sache nicht ganz sicher zu sein, so dass das Album letztlich nur in England veröffentlicht wurde.
Durch die Verwendung seines Liedes The Wanderer in dem 1976 erschienenem Kaufman-Film The Wanderers erreichte der Song erneute Beachtung und hielt für neun Wochen Einzug in die britischen Charts.
Am 14. Dezember 1979 hatte Dion eine Erleuchtung, die sein Leben und seine Musik veränderte. Er schloss sich einer evangelischen Born-Again-Kirche an.

### 1980er und 1990er Jahre
Die 1980er Jahre waren geprägt von Dions Spiritualität, was auch in seiner Musik zum Ausdruck kam. Er veröffentlichte zahlreiche Gospel-Alben bei DaySpring Records, die ihm auch eine Grammy-Nominierung einbrachten.
1987 stimmte er zu, ein Konzert in der Radio City Music Hall zu geben. Dieses wurde mitgeschnitten, aber erst 2005 als CD veröffentlicht.
1988 veröffentlichte Dion schließlich seine Autobiografie The Wanderer – Dion’s Story.
1989 erschien sein Comeback-Album Yo Frankie bei Arista Records und es folgte im selben Jahr seine Aufnahme in die Rock and Roll Hall of Fame. Die Ansprache hielt Lou Reed, zu dessen Album New York Dion Begleitgesang beigesteuert hatte.
Am 1. Oktober 1989 gab Dion sein einziges Live-Konzert in Deutschland im Schlachthof in München. Ein Jahr später gründete er die Band The Little Kings, mit der er lange an der US-amerikanischen Ostküste tourte. Die Little Kings bestanden aus Scott Kempner (Lead-Gitarre), Mike Mesaros (Bass) und Frank Funaro (Schlagzeug). Am 26. April 1996 wurde ein Konzert von Dion ’n’ Little Kings in der Mercury Lounge in New York aufgezeichnet, das 2001 bei Ace Records als CD erschienen ist.
Ende der 1990er Jahre kehrte er zu seiner Taufkirche, Mount Carmel Catholic Church, zurück, fand dort die Antworten auf alle religiösen Fragen, die ihn viele Jahre beschäftigt hatten, und konvertierte wieder zum Katholizismus.

### Ab 2000
Im Jahr 2000 erschien bei Ace Records Dions Album Déjà Nu im Gedenken an Gene Schwartz, den Gründer und Produzenten von Laurie Records, wo Dion seine Karriere begonnen hatte. Die Lieder des Albums wurden mit demselben Equipment aufgenommen wie seine großen Hits von 1961 The Wanderer und Runaround Sue und klingen wie lange verschollene und wieder aufgetauchte Stücke.
Dion tourt nach wie vor in unregelmäßigen Abständen durch die USA. Sein 2004 gegebenes Konzert im Tropicana, Atlantik City wurde mitgeschnitten und später mit zahlreichem Bonusmaterial als DVD unter dem Titel Dion Live veröffentlicht. Er geht auch nach wie vor ins Studio, um Alben aufzunehmen.
Am 29. Oktober 2009 trat Dion beim 25th Anniversary Rock and Roll Hall of Fame Concert mit seinem Hit The Wanderer auf.
Im April 2011 erschien sein zweites Buch The Wanderer Talks Truth mit zahlreichen Geschichten und Anekdoten aus seinem langen Leben. Rund die Hälfte des Buches widmet Dion der Entwicklung und dem Wandel seiner religiösen Überzeugungen im Laufe der Jahrzehnte.
Am 24. Januar 2012 erschien das Album Tank Full of Blues.
Am 5. Juni 2020 veröffentlichte Dion das Album Blues with Friends, auf dem er mit Musikern wie Jeff Beck, Joe Bonamassa, Billy Gibbons, Van Morrison, Paul Simon, Bruce Springsteen und Steven van Zandt spielt.

## Diskografie

### Alben
| Jahr | Titel                                            | Höchstplatzierung, Gesamtwochen, AuszeichnungChartplatzierungen (Jahr, Titel, Platzierungen, Wochen, Auszeichnungen, Anmerkungen) | Höchstplatzierung, Gesamtwochen, AuszeichnungChartplatzierungen (Jahr, Titel, Platzierungen, Wochen, Auszeichnungen, Anmerkungen) | Höchstplatzierung, Gesamtwochen, AuszeichnungChartplatzierungen (Jahr, Titel, Platzierungen, Wochen, Auszeichnungen, Anmerkungen) | Höchstplatzierung, Gesamtwochen, AuszeichnungChartplatzierungen (Jahr, Titel, Platzierungen, Wochen, Auszeichnungen, Anmerkungen) | Anmerkungen                         |
| Jahr | Titel                                            | DE | CH | UK | US | Anmerkungen                         |
| ---- | ------------------------------------------------ | --- | --- | --- | --- | ----------------------------------- |
| 1961 | Runaround Sue                                    | — | — | — | US11 (51 Wo.)US | Erstveröffentlichung: November 1961 |
| 1962 | Lovers Who Wander                                | — | — | — | US12 (22 Wo.)US |                                     |
| 1962 | Dion Sings His Greatest Hits                     | — | — | — | US29 (22 Wo.)US |                                     |
| 1963 | Ruby Baby                                        | — | — | — | US20 (21 Wo.)US |                                     |
| 1963 | Dion Sings To Sandy                              | — | — | — | US115 (6 Wo.)US |                                     |
| 1968 | Dion                                             | — | — | — | US128 (11 Wo.)US |                                     |
| 1971 | Sanctuary                                        | — | — | — | US200 (2 Wo.)US |                                     |
| 1972 | Suite Fo Late Summer                             | — | — | — | US197 (4 Wo.)US |                                     |
| 1973 | Reunion – Live At The Madison Square Garden 1972 | — | — | — | US144 (8 Wo.)US |                                     |
| 1973 | Dion’s Greatest Hits                             | — | — | — | US194 (5 Wo.)US |                                     |
| 1980 | 20 Golden Greats – Dion and The Belmonts         | — | — | UK31 (5 Wo.)UK | — | als Dion & The Belmonts             |
| 1989 | Yo Frankie                                       | — | — | — | US130 (19 Wo.)US |                                     |
| 2020 | Blues with Friends                               | DE42 (2 Wo.)DE | CH79 (2 Wo.)CH | UK52 (1 Wo.)UK | — |                                     |
| 2021 | Stomping Ground                                  | DE77 (1 Wo.)DE | CH28 (1 Wo.)CH | — | — |                                     |
| 2024 | Girl Friend                                      | DE—DE | CH—CH | — | — |                                     |

grau schraffiert: keine Chartdaten aus diesem Jahr verfügbar
Weitere Alben
- 1959: Presenting Dion & the Belmonts
- 1960: Wish Upon a Star with Dion and the Belmonts
- 1960: Alone with Dion
- 1963: Donna the Prima Donna
- 1964: Love Came to Me
- 1964: Together with the Belmonts
- 1967: Together Again
- 1968: Wonder Where I’m Bound
- 1970: Sit Down Old Friend
- 1971: You’re Not Alone
- 1975: Born to Be with You
- 1976: Streetheart
- 1978: Return of the Wanderer
- 1981: Inside Job
- 1983: Only Jesus
- 1984: I Put Away My Idols
- 1984: Kingdon in the Streets
- 1986: Velvet and Steel
- 1997: The Road I’m On (A Retrospective)
- 2000: Déjà Nu
- 2001: Dion’n’Little Kings Live in New York
- 2005: Under the Influence
- 2006: Bronx in Blue
- 2007: Son of Skip James
- 2008: Heroes: Giants of Early Guitar Rock
- 2012: Tank Full of Blues

### Singles
| Jahr                    | Titel Album                                               | Höchstplatzierung, Gesamtwochen, AuszeichnungChartplatzierungen (Jahr, Titel, Album, Platzierungen, Wochen, Auszeichnungen, Anmerkungen) | Höchstplatzierung, Gesamtwochen, AuszeichnungChartplatzierungen (Jahr, Titel, Album, Platzierungen, Wochen, Auszeichnungen, Anmerkungen) | Anmerkungen                                               |
| Jahr                    | Titel Album                                               | UK | US | Anmerkungen                                               |
| ----------------------- | --------------------------------------------------------- | --- | --- | --------------------------------------------------------- |
| als Dion & The Belmonts |                                                           | | |                                                           |
|                         |                                                           | | |                                                           |
| 1958                    | I Wonder Why –                                            | — | US47 (2 Wo.)US | B-Seite: Teen Angel                                       |
| 1958                    | No One Knows –                                            | — | US24 (16 Wo.)US |                                                           |
| 1958                    | Don’t Pity Me –                                           | — | US40 (12 Wo.)US |                                                           |
| 1959                    | A Teenager in Love –                                      | UK28 (2 Wo.)UK | US5 (15 Wo.)US | B-Seite: I’ve Cried Before                                |
| 1959                    | Where ore When –                                          | — | US3 (16 Wo.)US | B-Seite: That’s My Desire                                 |
| 1959                    | Every Little Thing I Do –                                 | — | US48 (8 Wo.)US |                                                           |
| 1959                    | A Lover’s Prayer –                                        | — | US73 (3 Wo.)US |                                                           |
| 1960                    | When You Wish Upon A Star –                               | — | US30 (9 Wo.)US |                                                           |
| 1960                    | In The Still Of The Night –                               | — | US38 (7 Wo.)US |                                                           |
| als Dion                |                                                           | | |                                                           |
|                         |                                                           | | |                                                           |
| 1960                    | Lonely Teenager –                                         | UK47 (1 Wo.)UK | US12 (16 Wo.)US | B-Seite: Little Miss Blue                                 |
| 1960                    | Little Miss Blue –                                        | — | US96 (1 Wo.)US | B-Seite von Lonely Teenager                               |
| 1961                    | Runaround Sue                                             | UK11 Silber · (9 Wo.)UK | US1 (14 Wo.)US | Erstveröffentlichung: August 1961 B-Seite: Runaway Girl   |
| 1961                    | Havin’ Fun Alone With Dion                                | — | US42 (6 Wo.)US |                                                           |
| 1961                    | Kissin Game –                                             | — | US82 (3 Wo.)US |                                                           |
| 1961                    | The Wanderer Runaround Sue                                | UK10 Silber · (12 Wo.)UK | US2 (18 Wo.)US | Erstveröffentlichung: November 1961 B-Seite: The Majestic |
| 1961                    | The Majestic Runaround Sue                                | — | US36 (8 Wo.)US | B-Seite von The Wanderer                                  |
| 1962                    | Little Diane Dion Sings To Sandy                          | — | US8 (11 Wo.)US | B-Seite: Lost For Sure                                    |
| 1962                    | Love Came to Me Dion Sings To Sandy                       | — | US10 (11 Wo.)US | B-Seite: Little Girl                                      |
| 1962                    | Lovers Who Wander –                                       | — | US3 (12 Wo.)US | B-Seite: (I Was) Born To Cry                              |
| 1962                    | (I Was) Born To Cry –                                     | — | US42 (7 Wo.)US | B-Seite von Lovers Who Wander                             |
| 1963                    | Ruby Baby                                                 | — | US2 (13 Wo.)US | B-Seite: He’ll Only Hurt You                              |
| 1963                    | This Little Girl Donna the Prima Donna                    | — | US21 (8 Wo.)US |                                                           |
| 1963                    | Sandy Dion Sings To Sandy                                 | — | US21 (11 Wo.)US | B-Seite: Faith                                            |
| 1963                    | Donna the Prima Donna                                     | — | US6 (11 Wo.)US | B-Seite: You’re Mine                                      |
| 1963                    | Come Go With Me –                                         | — | US48 (6 Wo.)US |                                                           |
| 1963                    | Drip Drop –                                               | — | US6 (11 Wo.)US | B-Seite: No One’s Waiting For Me                          |
| 1963                    | Be Careful Of Stones That You Throw Donna the Prima Donna | — | US31 (7 Wo.)US |                                                           |
| 1964                    | Johnny B. Goode –                                         | — | US71 (4 Wo.)US |                                                           |
| 1967                    | Abraham, Martin and John Dion                             | — | US4 Gold · (14 Wo.)US | B-Seite: Daddy Rollin‘                                    |
| 1969                    | From Both Sides Now Dion                                  | — | US91 (2 Wo.)US |                                                           |
| 1969                    | Purple Haze Dion                                          | — | US63 (4 Wo.)US |                                                           |
| 1970                    | Your Own Back Yard –                                      | — | US75 (3 Wo.)US |                                                           |
| 1976                    | The Wanderer (1976) –                                     | UK16 (9 Wo.)UK | — |                                                           |
| 1989                    | King Of The New York Streets –                            | UK74 (5 Wo.)UK | — | B-Seite: Serenade                                         |
| 1989                    | And The Night Stood Still –                               | — | US75 (5 Wo.)US |                                                           |
| 1990                    | Written On The Subway Wall / Little Star EP –             | UK97 (1 Wo.)UK | — |                                                           |

### Autobiografie
- The Wanderer: Dion's Story. Beech Tree Books, New York 1988, ISBN 0-688-07841-9.
- The Wanderer Talks Truth. Servant Books, Cincinnati 2011, ISBN 978-0-86716-999-7.